# Everhart-Thornley-Detektor
Der Everhart-Thornley-Detektor ist ein Teilchendetektor für Sekundärelektronen, welcher besonders rauscharm ist und eine große Bandbreite der auswertbaren Elektronen besitzt. Der 1960 durch Thomas Eugene Everhart und R.F.M. Thornley in einer Publikation vorgestellte Detektor wird hauptsächlich zur Bildgebung im Rasterelektronenmikroskop verwendet, um den sehr kleinen Sekundärelektronenstrom einer Probe zu verstärken.

## Prinzip
Der Detektor besteht aus einem Szintillator in einem Faraday-Käfig und einem Photomultiplier, ist also ein Szintillationszähler. Die Elektronen erzeugen im Szintillator Photonen durch Kathodolumineszenz, welche wiederum vom Photomultiplier aufgenommen, verstärkt und in einen Spannungsimpuls umgewandelt werden. Das Besondere an diesem speziellen Aufbau ist der Einsatz von Lichtleitern, welche die Photonen des Szintillators aus der Vakuumkammer zum Photomultiplier außerhalb führen.